# Vinořský háj
Vinořský háj, někdy též Ctěnický háj je parkově upravený smíšený les, který se rozkládá v Praze na severu Vinoře, východně od Ctěnického zámku. Hájem prochází žlutá turistická značka a cyklotrasa. Průměrná nadmořská výška háje činí 240 m n. m. Zajímavostí Ctěnického háje jsou památné Miranovy duby.

## Historie a popis
Vinořský či Ctěnický háj (historicky vždy patřil ke Ctěnicím, i když leží v katastrálním území Vinoře) je převážně listnatý les (zejména duby, habry, javory, jasany) o rozloze asi 15 ha, který navazuje na východě na zámecký park Ctěnice. Na jižní a západní straně s ním bezprostředně sousedí zástavba Vinoře, pro kterou je důležitým krajinotvorným prkem.
Ctěnický háj pravděpodobně vznikl jako obora, patřící ke Ctěnickému zámku. Založení lesa se obvykle klade až do 18. století, protože na mapě 1. vojenského mapování ještě les v dané lokalitě zakreslen není.
V severozápadní části lesa na cestě z Vinoře do Ctěnic je skupina jedenácti památných dubů letních (s obvodem kmene 2,6 až 4,3 m), které byly údajně vysazeny jako připomínka selského povstání vedeného rychtářem z nedalekých Přezletic Josefem Miranem, který pak byl za to v roce 1775 oběšen.

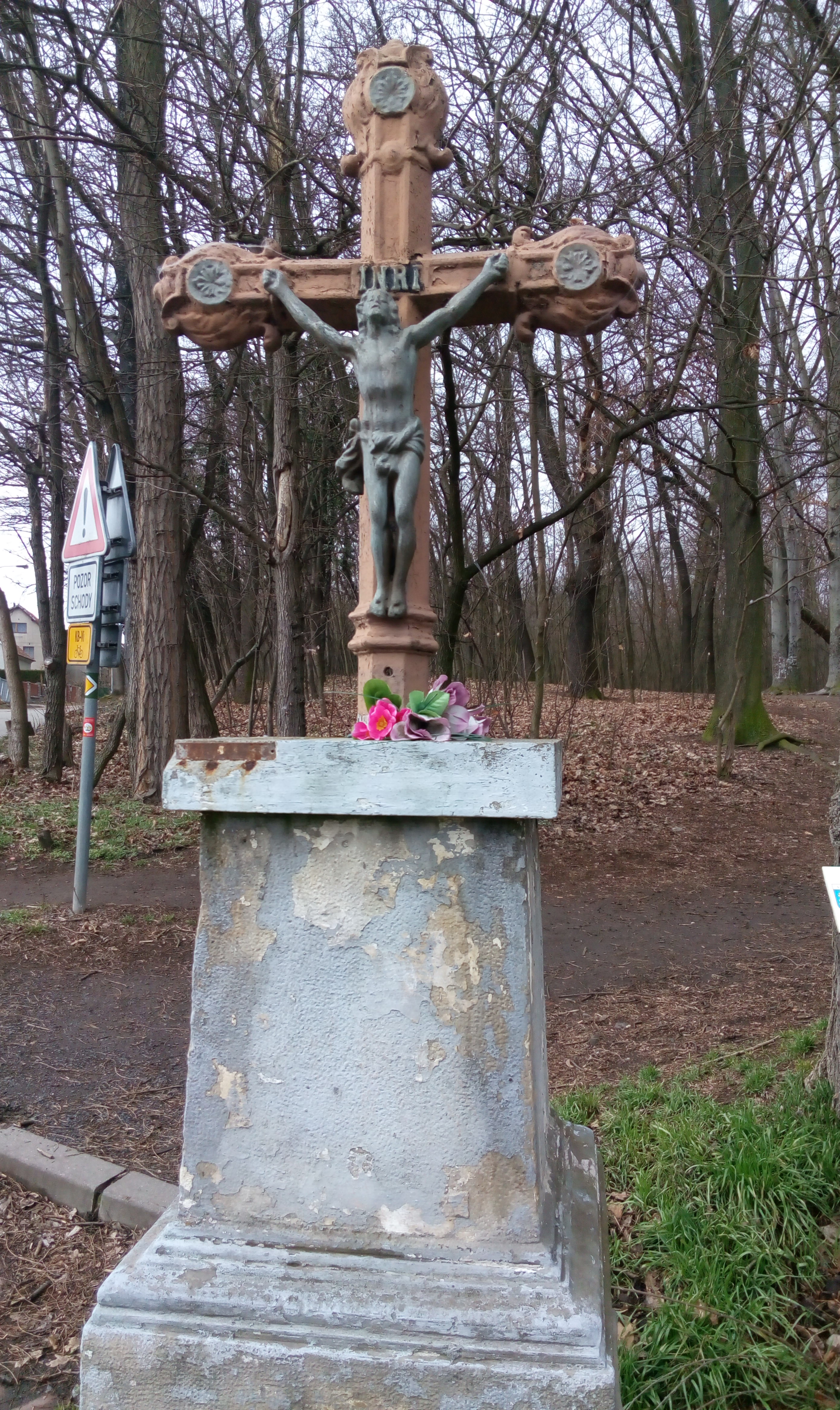
Rozlučkový kříž

V severovýchodní části lesa je rybníček nazývaný Močál. Uprostřed lesa a na jeho západním okraji u Klenovské ulice jsou dva kovové kříže: uprostřed lesa prý snad v roce 1812 zabil mládenec kvůli nesouhlasu rodičů se svatbou svojí milou a následně i sebe; kříži na kraji lesa se říká Rozlučkový, stojí na historické hranici mezi Vinoří a Přezleticemi a býval prý posledním místem rozloučení zemřelých přezletických s rodnou vsí, než byli pochováni na vinořském hřbitově.
Ctěnický háj v současné době (2020) patří státnímu podniku Lesy České republiky. Městská část Praha-Vinoř usiluje o to, aby hlavní město Praha pozemek odkoupilo a lesní hospodářská plocha byla přeměněna na lesopark.